# 特雷比萨切
特雷比萨切（義大利語：Trebisacce），是一个城镇在意大利的卡拉布里亚地区的科森札省。总面积26平方公里，人口9365人，人口密度360.2人/平方公里（2009年）。ISTAT代码为078150。
特雷比萨切城镇与阿尔比多纳、普拉塔奇、维拉皮亚纳接壤，靠奥尼亚海岸。

### 词源
特雷比萨切城镇的名字来自希腊语trapezikion，也就是 "小桌子"。这的名字是因为特雷比萨切城镇的版图地形像一张桌子很平原。